# Rafa Zouhier
Rafa Zouhier (Casablanca, 1979) es un colaborador con banda armada y traficante de droga marroquí condenado en el sumario del atentado del 11 de marzo de 2004 en Madrid.
Antes del verano de 2003, Rafa Zouhier puso en contacto a Jamal Ahmidan "El Chino" y al exminero José Emilio Suárez Trashorras, al que había conocido a través de su cuñado, Antonio Toro, con quien coincidió en la cárcel años antes. En un McDonald's situado frente al Hospital Central de la Defensa Gómez Ulla en el barrio de Carabanchel (Madrid), le comentó a Jamal Ahmidan algo sobre su facilidad para proporcionarle explosivos.
Zouhier era a la vez confidente de la Unidad Central de Información de la Guardia Civil y estuvo alertando sobre que Trashorras trataba de vender explosivos en Madrid desde 2003 a "Víctor", el miembro de la UCO que lo controlaba. Cuando el policía fue interrogado por el juez Javier Gómez Bermúdez, reconoció que se le había olvidado dar este dato durante la investigación del juez Juan del Olmo en 2005. En primera instancia, el juez se sorprendió ante este fallo de la memoria, especialmente porque el día antes de asistir al Congreso, "Víctor" llamó al comandante Jambrina de la comandancia de Asturias para pedirle que no trascendiera a los medios de comunicación la nota informativa que le había remitido en marzo de 2003 sobre la tenencia de 150 kilos de explosivos por parte de Antonio Toro y de la que le había informado Rafa Zouhier.
También informó el 17 de marzo de que conocía a Jamal Ahmidan 'El Chino' y proporcionó su domicilio a su controlador. Sin embargo, y a pesar de tener esta información desde esta fecha, la policía no intervino el piso de la calle Martín Gaite de  Leganés (donde se suicidó gran parte de la célula terrorista) hasta el día 3 de abril, y nunca ha sido aclarado cómo obtuvieron la dirección.
Según declaró Zouhier en 2007 ante el juez Gómez Bermúdez, la Guardia Civil le insistió en que no mencionase nada sobre estas informaciones durante el juicio bajo la amenaza de que se le imputarían los crímenes del atentado, como de hecho terminó sucediendo.
Fue detenido el 21 de marzo. El Ministerio Fiscal solicitó inicialmente para él una pena de 20 años de prisión, pero tras la vista oral la solicitud de pena aumentó a 38.958 años de condena. En el juicio por los atentados, fue condenado en octubre de 2007 por la Audiencia Nacional a 10 años de prisión por colaboración con banda armada. El Tribunal Supremo ratificó la pena en julio de 2008.
Tras cumplir condena, salió de prisión en la madrugada del 16 de marzo de 2014, para ser expulsado de España con destino a Marruecos por miembros de los Cuerpos de Seguridad, llegando a Tánger en la misma madrugada.